# Emília Ferreira
Emília Ferreira (Lisboa, 1963) é uma escritora, historiadora da arte, museóloga, crítica literária, crítica de arte, cronista, conferencista e tradutora portuguesa. Em livro, publicou ensaio, romances, contos, monografias, entrevistas e outros textos de investigação.
Começou a publicar na imprensa em 1987.
Entre Dezembro de 2017 e Fevereiro de 2025 dirigiu o Museu Nacional de Arte Contemporânea. e a Casa-Museu Dr. Anastácio Gonçalves.

## Formação académica
Licenciada em Filosofia pela Faculdade de Letras da Universidade de Lisboa.
Mestre em História da Arte Contemporânea pela Faculdade de Ciências Sociais e Humanas da Universidade Nova de Lisboa, com uma dissertação subordinada ao tema "História dos Museus Públicos de Arte no Portugal de Oitocentos: 1833-1884".
Doutora em História da Arte Contemporânea (NOVA/FCSH), com a tese "Lisboa em Festa: a Exposição Retrospectiva de Arte Ornamental Portuguesa e Espanhola, 1882, Antecedentes e Materialização".

## Livros publicados (ficção)
- Os Barqueiros do Rio Cheio (conto) [Ilustrações de Ivone Ralha], Maputo, Escola Portuguesa de Moçambique, 2023 (Prémio Branquinho da Fonseca de Conto Fantástico, 2007). Plano Nacional de Leitura.
- Sopros do Mar Antigo (conto) [Ilustrações de Ivone Ralha], Maputo, Escola Portuguesa de Moçambique, 2020.
- A Arte da Guerra (romance). Ponta Delgada, Veraçor, 2019, (Prémio Literário Nacional Dias de Melo, 2018).
- Investigações sobre a Pintura (contos), Lisboa, Esfera do Caos, 2014 (Prémio de Poesia e Ficção de Almada — Ficção Narrativa, 2013).
- Visões do Azul (contos), CreateSpace Independent Publishing Platform (7 May 2014).
- Obsessões Exemplares (contos),CreateSpace Independent Publishing Platform; 1 edition (29 Dec 2013)

ISBN 1492916110 ISBN 978-1492916116
- Cartografia íntima (romance), Lisboa, Difel, 2009, (Prémio Vergílio Ferreira, 2008)
- O Espelho que Reflecte, (romance). Lisboa: Edições Colibri, 2002,(Prémio de Poesia e Ficção de Almada, 1998)
- No princípio do mundo, uma tâmara (romance), Câmara Municipal de Aveiro, 2001, (Prémio Literário Vasco Branco, 2001)

## Prémios, Menções Honrosas e mais distinções
- FINALISTA — Ferreira, Emília (texto). Ralha, Ivone (desenhos). (2023). Os barqueiros do rio cheio. Maputo: Escola Portuguesa de Moçambique, Finalista na categoria de Melhor Livro para infância e juventude, em 2024. Sociedade Portuguesa de Autores.
- FINALISTA — Ferreira, Emília. (2019). Paula Rego. Rehearsal. Um ensaio sobre o amor. Lisboa: Caleidoscópio. Finalista do Prémio Pen Clube Português, na categoria de Ensaio, em 2020.
- Prémio APOM 2022 de melhor Projecto de Educação e Mediação Cultural, para as aulas online de desenho e pintura “O Fungagá das Artes” com Nelson Ferreira e António Faria, feitas durante os confinamentos em 2021.[4][5][6]
- Menção Honrosa do Prémio Nacional de Literatura "Lions de Portugal", 2019.
- Prémio Literário Nacional Dias de Melo, 2ª edição, para A Arte da Guerra, Romance, 2018.
- Prémio APOM 2018 de Estudo sobre Museologia, para Lisboa em Festa. A exposição Retrospectiva de Arte Ornamental Portuguesa e Espanhola, 1882. Antecendentes de um Museu. Lisboa, DGPC/Caleidoscópio, 2017.
- Menção Honrosa do Grémio Literário, 2018, para Lisboa em Festa. A exposição Retrospectiva de Arte Ornamental Portuguesa e Espanhola, 1882. Antecendentes de um Museu. Lisboa, DGPC/Caleidoscópio, 2017.
- Menção Honrosa APOM 2018 de Informação Turística, para Guias de Museus, DN, 2017.
- "Prémio de Poesia e Ficção de Almada — Ficção Narrativa, 2013", com o original "Investigações sobre a Pintura", contos.
- Prémio Literário António Paulouro, 2009, com o original "Visões do Azul", contos.
- "Prémio Vergílio Ferreira, 2008, com o original "Cartografia íntima", (romance).
- "Prémio Literário Afonso Duarte 2007/2008", com o original "Mily Possoz, uma monografia".
- Prémio Branquinho da Fonseca de Conto Fantástico, 2007, com o original "Os Barqueiros do Rio Cheio".
- "Prémio Literário Vasco Branco", 2001, com o original "No princípio do mundo, uma tâmara" (romance).
- "Prémio de Poesia e Ficção de Almada — Ficção Narrativa", 1998, com o original "O Espelho que Reflecte" (romance).
- Prémio Literário Almeida Firmino, de S. Roque do Pico, Açores, 1996, com o original "Marés", (novela).
- "III edição do Prémio Literário 25 de Abril", Paio Pires, 1994, com o original "Marés", (novela)

## História da Arte
- FERREIRA, Emília. (2019). Paula Rego. Rehearsal. Ensaio sobre o Amor. Lisboa, Caleidoscópio.
- FERREIRA, Emília. (2017). Lisboa em Festa: A Exposição Retrospetiva de Arte Ornamental Portuguesa e Espanhola. Antecedentes de um Museu. Lisboa, DGPC, Caleidoscópio.
- FERREIRA, Emília. (2010). Paula Rego ou a Vertigem de Alice. Porto, Quidnovi.

## Outros livros
- FERREIRA, Emília. (2025). Quando o Museu Fechou. Lisboa, Fundação Francisco Manuel dos Santos.
- FERREIRA, Emília; SALDANHA, Lúcia; Silva, Raquel Henriques da. (2021). Maria Eugénia e Francisco Garcia. Uma coleção de afetos. Entrevistas, projecto “Co-Laborar”. Lisboa, MNAC/DGPC.
- FERREIRA, Emília; SALDANHA, Lúcia. (2021). Luís Afonso. O Importante é fazer pensar. Entrevistas, projecto “Co-Laborar”. Lisboa, MNAC/DGPC.
- AA.VV. Portugal entre Patrimónios. (2020). Lisboa, MNAC/DGPC.
- FERREIRA, Emília; SALDANHA, Lúcia. (2020). Experiências de Arte Participativa.  Miguel Cheta, José Rui Martins, Rui Macário e João Dias. Entrevistas, projecto “Co-Laborar”. Lisboa, MNAC/DGPC.
- FERREIRA, Emília; SALDANHA, Lúcia. (2020). Jorge Pinheiro. A liberdade de experimentar. Entrevistas, projecto “Co-Laborar”. Lisboa, MNAC/DGPC.
- FERREIRA, Emília; SALDANHA, Lúcia. (2020). Patrícia Nogueira. Entre a realidade e a ficção. Entrevistas, projecto “Co-Laborar”. Lisboa, MNAC/DGPC.
- FERREIRA, Emília; SALDANHA, Lúcia. (2020). António Faria. A importante ideia de melancolia. Lisboa: MNAC/DGPC.
- FERREIRA, Emília; SALDANHA, Lúcia. (2019). Cruzeiro Seixas. Como respirar. Viseu. MNAC/IPV.
- FERREIRA, Emília. (2018). Processos do Desenho. Conversas com. Adriana Molder/Ângela Ferreira/Carlos Nogueira/Cristina Ataíde/Gabriela Albergaria/Jorge Pinheiro/Manuel Caeiro/Paula Rego/Pedro Cabrita Reis/Pedro Calapez. Lisboa: Caleidoscópio.
- FERREIRA, Emília; CABELLO, Jorge (1992) Lisboa, Arte e História. Lisboa: Bonechi.

## Léxicos
- "Sete Vozes: Léxico Coloquial Luso-Afro-Brasileiro", Lisboa, Lidel, 1997 [autoras: Emília Ferreira, Elizabeth Ceita Vera Cruz e Clenir Louceiro]

## Livros para o público infantil em co-autoria
- FERREIRA, E.; GAMEIRO, C. (2014). "O Começo de Uma Aventura". Arte Moderna e Contemporânea — A minha primeira coleção. Lisboa, A Bela e o Monstro, distribuição DN/JN.
- FERREIRA, E.; GAMEIRO, C. (2014). "Cubismo e Futurismo". Arte Moderna e Contemporânea — A minha primeira coleção. Lisboa, A Bela e o Monstro, distribuição DN/JN.
- FERREIRA, E.; GAMEIRO, C. (2014). "Construtivismo e Neoplasticismo". Arte Moderna e Contemporânea — A minha primeira coleção. Lisboa, A Bela e o Monstro, distribuição DN/JN.
- FERREIRA, E.; GAMEIRO, C. (2014). "Dadaísmo e Surrealismo". Arte Moderna e Contemporânea — A minha primeira coleção. Lisboa, A Bela e o Monstro, distribuição DN/JN.
- FERREIRA, E.; GAMEIRO, C. (2014). "Abstrações". Arte Moderna e Contemporânea — A minha primeira coleção. Lisboa, A Bela e o Monstro, distribuição DN/JN.
- FERREIRA, E.; GAMEIRO, C. (2014). "Nouveau Réalisme". Arte Moderna e Contemporânea — A minha primeira coleção. Lisboa, A Bela e o Monstro, distribuição DN/JN.
- FERREIRA, E.; GAMEIRO, C. (2014). "Pop Art". Arte Moderna e Contemporânea — A minha primeira coleção. Lisboa, A Bela e o Monstro, distribuição DN/JN.
- FERREIRA, E.; GAMEIRO, C. (2014). "Minimalismo e Arte Concetual". Arte Moderna e Contemporânea — A minha primeira coleção. Lisboa, A Bela e o Monstro, distribuição DN/JN.
- FERREIRA, E.; GAMEIRO, C. (2014). "Jogar com os sentidos". Arte Moderna e Contemporânea — A minha primeira coleção. Lisboa, A Bela e o Monstro, distribuição DN/JN.
- FERREIRA, E.; GAMEIRO, C. (2014). "Exploradores do Mundo". Arte Moderna e Contemporânea — A minha primeira coleção. Lisboa, A Bela e o Monstro, distribuição DN/JN.

## Livros para o público infantil (Autora)
- FERREIRA, E. (2013). Pintar com Rogério Ribeiro. [Uma apresentação do pintor, com desenhos e pinturas de Rogério Ribeiro]. Almada, Câmara Municipal de Almada.
- FERREIRA, E. (texto), Fragateiro, F. (desenhos) (2009). Casa com Jardim. Almada, Câmara Municipal de Almada.

## Capítulos de livros e ebooks (selecção)
- FERREIRA, Emília. (2024). Graça Morais. O Outro somos Nós. Lisboa: e-Letras com Vida — Revista de Estudos Globais: Humanidades, Ciências e Artes, Dossiê Temático "Graça Morais e a Arte de Pensar o Mundo" (cood. de Egídia Souto e Joana Baião).  https://doi.org/10.53943/ELCV.0224_28-34FERREIRA, Emília. (2024). “Curating the Future: opening doors to possibility”, in Chiado, Carmo, Paris. And the ways of Salgueiro Maia. Coordenação de José Quaresma e Emília Ferreira. Lisboa: MNAC/FBAUL, p. 19-39.
- FERREIRA, Emília. (2024). “Curadoria do Futuro: portas abertas para a possibilidade”, in Chiado, Carmo, Paris. E os caminhos de Salgueiro Maia. Coordenação de José Quaresma. Lisboa: MNAC/FBAUL, p. 151-169.
- FERREIRA, Emília. (2023). “A inteligência não é só isto”, in Vozes sobre Inteligência Artificial: o que fica para a máquina e o que fica para o homem? Coordenação de João Pombeiro e Mónica Bello. Lisboa: Oficina do Livro e ISCTE, p. 200-208.
- FERREIRA, Emília. (2023). “Dordio Gomes. Questões em torno do Auto-retrato de natureza-morta”, in Chiado, Carmo, Paris. Os “lugares” de Dordio Gomes e as bifurcações da pintura. Artes na esfera pública. Coordenação de José Quaresma. Lisboa: MNAC/FBAUL, p. 100-118.
- FERREIRA, Emília. (2023). “Paula Rego. Selfportrait in red”. In Conversas sobre Retrato | Portrait Talks. IHA NOVA/FCSH e CEHUM. Coordenação de Bruno Marques e Eunice Ribeiro. P. 97-105. https://institutodehistoriadaarte.com/wpcontent/uploads/2023/02/Ebook_ConversasRetrato_03Fevereiro23.pdf?fbclid=IwAR178tcpcgNqpwCIMtaimTmysyeZqBMuaHN_0lXYgIqCZDfEqXVMdn64kGU
- FERREIRA, Emília. (2022). “O descuido como via. O papel do acidente na criação artística”. In Descuido. Ensaios para pensar um conceito. Coord. Paulo Alexandre e Castro. Campinas, S. Paulo: Pontes Editores, p. 107-124.
- FERREIRA, Emília. (2022). “Concise Notes”. In Soirée chez lui. New perspectives on Columbano’s Painting. Coord. Emília Ferreira e José Quaresma. Lisboa: FBAUL, MNAC, p. 15-34.
- FERREIRA, Emília. (2022). “Notas Sintéticas”. In Chiado, Carmo, Paris. Soirée chez lui. Desassossego e apropriação. Coord. José Quaresma. Lisboa: FBAUL, MNAC, Strzeminski Academy of Fine Arts Lodz.
- FERREIRA, Emília. (2022). “Não só uma questão de números”. In Musas em Ação — personalidades, ideias e obras I. Coord. Maria de Fátima Lambert e Hugo Monteiro. Porto: Escola Superior de Educação Politécnico do Porto, Reitoria da Universidade do Porto | Casa Comum e InED — P. Porto. P. 91-111.
- FERREIRA, Emília. (2021). “Frankenstein, criador do inominável”. In Frankenstein: 200 anos. As sombras e os monstros de Mary Shelley. Coord. Rogério Miguel Puga. Lisboa: BPN. [ebook].
- FERREIRA, Emília. (2021). “Eileen Soper: Drawing and Intimacy”. Actas do IV Encontro Ibérico de Estética. Arte e Intimidade. Lisboa: Centro de Filosofia, Faculdade de Letras de Lisboa. Coord. Carlos João Correia, Emília Ferreira. [ebook].
- FERREIRA, Emília. (2020). “Sophia e Sarah: encontro de universos na criação de mundos”. In “Em redor da suspensão”. Colóquio Internacional sobre Sophia de Mello Breyner Andresen. Ed. Federico Bertolazzi. Actas do colóquio. Roma: Universidade Tor Vergata.
- FERREIRA, Emília; Monteiro, Joana d’Oliva; Moreira, Sílvia Prazeres. (2020). “The invisibility cloak: unveiling the absence of women artists in the Museu Nacional de Arte Contemporânea”. In Feminist Critique and the Museum: Educating for a Critical Conciousness. Ed. Kathy Stanford, Darlene Clover, Nancy Taber and Sarah Williamson. Amsterdam: Koninklijke Brill NV.
- FERREIRA, Emília. (2020). “Julião Sarmento. Fragmentos de uma viagem.” In Fragmentos da Viagem na obra de Julião Sarmento. Coord. Maria João Castro. Lisboa: Caleidoscópio.
- FERREIRA, Emília. (2020). “Maria Beatriz. Recortes do mundo. Um «pacto com o quotidiano»”. In Artistas Plásticas em Portugal. Ed. Sandra Leandro e Raquel Henriques da Silva. Lisboa, Manufactura. P. 168-201.
- FERREIRA, Emília. (2020). “Jane Eyre por Paula Rego. Um encontro de mundos”. In Irmãs Brontë: 200 anos. Universos ficcionais e biográficos. Coord. Rogério Miguel Puga. Lisboa: BPN. [ebook]. pp. 155–178.
- FERREIRA, Emília. (2019). "«Um lugar preciso» Um programa modernista abrangente e resistente". In Sarah Affonso. Os dias das pequenas coisas. Lisboa, MNAC/Tinta-da-China.
- FERREIRA, Emília. (2019). "Cultora do Novo". In Sarah Affonso. Os dias das pequenas coisas. Lisboa, MNAC/Tinta-da-China.
- FERREIRA, Emília. (2019). “Entre ilhas e piratas. Abordagem ao lado b do pensamento imperial”. In Império e Turismo. Antologia de Ensaios.Ed. Maria João Castro. Lisboa, Caleidoscópio.
- FERREIRA, Emília. (2018). “A bagagem do viajante”.In Arte e viagem (pós-)colonial na obra de José de Guimarães. Ed. Maria João Castro. Lisboa, Caleidoscópio.
- FERREIRA, Emília. (2017). “Julgar o livro pela capa. A Criação do Imaginário Visual dos “Famosos Cinco”. In O Universo Infanto-Juvenil de Enid Blyton. Coord. Rogério Miguel Puga. Lisboa: BPN.
- FERREIRA, Emília, (2017). “Mily Possoz, os anos europeus”, in Paris, Mário de Sá-Carneiro et les autres, ed. Silva, Maria Araújo da; Curopos, Fernando, Éditions Hispaniques, Université Paris-Sorbonne, pp. 195–209.
- FERREIRA, Emília, (2017). “Untitled, by Paula Rego. The power of images against silence”. in Women, Violence, and Resistance: Studies in Sociology, Literature, and Art. Eds. Hager Ben Driss and Meriem Sellami. Tunis: CRES.
- FERREIRA, Emília, (2017). “Cristina Ataíde. Uma cartografia pessoal e transmissível”. In Mulheres Escultoras em Portugal. Coordenação de Sandra Leandro e Raquel Henriques da Silva. Lisboa, Caleidoscópio.
- FERREIRA, Emília. (2016). “Mily e Ofélia, entre o sonho do mundo e a realidade portuguesa”, in Atas do Colóquio Internacional em Homenagem a Judith Teixeira. As Mulheres e o Modernismo. Volume O Feminino e o Moderno. Organização de Ana Luísa Vilela, Annabela Rita, Fábio Mário da Silva e Maria Lúcia Dal Farra. Lisboa: CLEPUL.  http://www.lusosofia.net/textos/20170905-ana_luisa_vilela_fabio_mario_silva_maria_lucia_da_farra_o_feminino_e_o_moderno___copiar.pdf
- FERREIRA, Emília, (2016). “Overcoming obstacles: the creation of the very first Art Museum in Portugal, in the 19th Century”. Hersey, L. N. and Bobick, B.. editors, in Handbook of Research on the Facilitation of Civic Engagement through Community Art. Hershey, PA: IGI Global, p. 412-433.
- FERREIRA, Emília. (2016). “Para uma nova Agapê”. In Arte e Fé, Coord. M. Acciaiuoli, F. Caramelo, J. P. O. Costa, M. J. Castro, T. Meruje, Lisboa, FCSH-CHAM, UNL. ISBN 978-989-98998-3-4. P. 277-291.
- FERREIRA, Emília, (2016). “Contemporary art as pedagogical challenge: Must gender remain an obstacle in Portugal?” In D.E. Clover, K. Sanford, K. Johnson & L. Bell (Eds.) in Adult education and museums: Animating social, cultural and institutional change, (pp. 103–114). Rotterdam: Sense Publishing.
- FERREIRA, Emília. (2016). “Mily e Ofélia, entre o sonho do mundo e a realidade portuguesa”, in Actas do Colóquio Internacional em Homenagem a Judith Teixeira. As Mulheres e o Modernismo. Volume O Feminino e o Moderno. Organização de Ana Luísa Vilela, Annabela Rita, Fábio Mário da Silva e Maria Lúcia Dal Farra. Lisboa: CLEPUL.

http://www.lusosofia.net/textos/20170905-ana_luisa_vilela_fabio_mario_silva_maria_lucia_da_farra_o_feminino_e_o_moderno___copiar.pdf
- FERREIRA, Emília,"Building up from the London 1881 pretext: the birth of the Portuguese National Fine Arts Museum”, in The Museum is Open: Towards a Transnational History of Museums 1750-1940, (Contact Zones) [Hardcover], Walter de Gruyter & Co (19 Dec 2013).

- FERREIRA, Emília, "Mily Possoz: uma artista de "fusão"", in Mulheres Pintoras em Portugal: de Josefa d’Óbidos a Paula Rego, coordenação de Raquel Henriques da Silva e Sandra Leandro, Lisboa, Esfera do Caos Editores, 2013.
- FERREIRA, Emília, "As Avestruzes bailarinas de Paula Rego ou a queda de Ícaro", in A Dança e a Música nas Artes Plásticas do Século XX, coordenação de Margarida Acciaiuoli e Paulo Ferreira de Castro, Lisboa, Edições Colibri, IHA/Estudos de Arte Contemporânea, Centro de Estudos de Sociologia e Estética Musical, 2012, p. 107-121.
- FERREIRA, Emília, "Quando ela diz sim, é sim; quando ela diz não, é não" in Sofia Areal. Lisboa: Babel, 2011.
- FERREIRA, Emília, "A construção da memória" [Sobre o pintor Manuel Vilarinho]. Lisboa, s.n., 2010.
- FERREIRA, Emília, "100 obras". [Escolha de obras da Colecção do Centro de Arte Moderna da FGC], Lisboa: Editorial Almedina, 2010.
- FERREIRA, Emília, "Ruínas de um tempo sem memória", “Reconstrução” de Martinho Costa, Lisboa, OPWAY, 2009.
- FERREIRA, Emília, "O Pintor no seu Labirinto", “Rui Macedo: “«Invenzioni Capricciose» segundo Piranesi”, Lisboa, OPWAY, 2008.
- FERREIRA, Emília, "Expor para salvaguardar: a importância da Exposição de Arte Ornamental para a história do restauro e da conservação do património móvel em Portugal". “40 anos do Instituto José de Figueiredo”, Lisboa, IPCR, 2007.
- FERREIRA, Emília, "Retrato de Almas em Fuga", “Manuel Caeiro: Casas da Caparica”, Lisboa, OPCA, 2005.
- FERREIRA, Emília, "Museus, Educação e Poder", “Garrett e as Artes: Actas do Ciclo de Conferências”, Évora, Centro de História da Arte da Universidade de Évora, 2002.

## Coordenação científica e editorial
- Marques, Bruno; Ferreira, Emília; Monteiro, Joana d’Oliva; Frias, Hilda. Coordenadores. (2025). Julião Sarmento. Na escalada do desejo. Lisboa: MNAC/CIEBA/IHA.
- Ferreira, Emília; Quaresma, José. Coordenadores. (2024). Chiado, Carmo, Paris. And the ways of Salgueiro Maia. Lisboa: MNAC/FBAUL.
- Ferreira, Emília; Quaresma, José, Coordenadores. (2022). Soirée chez lui. New Perspetives on Columbano’s Painting. Lisboa: MNAC/FBAUL.
- "Dicionário Quem é quem na museologia portuguesa". Ferreira, Emília; Monteiro, Joana d'Oliva; Silva, Raquel Henriques da; Pereira, Elisabete. (2022). (Coord científica e editorial). Lisboa: Instituto de História da Arte da Faculdade de Ciências Sociais e Humanas/Nova. Edição revista e aumentada.
- "Aesthetics, Art and Intimacy". Carlos João Correia e Emília Ferreira, Ed. Publicação resultante do IV Encontro Ibérico de Estética, sob o tema Arte e Intimidade. Publicação das actas do IV Encontro Ibérico de Estética (FLL, FCSH/NOVA) pelo Centro de Filosofia da FLL. 2021. Online. Livre acesso. http://hdl.handle.net/10451/47450
- "Caixas de tesouros. Um dossier sobre o museu ecléctico". Editora (com Joana d’Oliva Monteiro, Raquel Henriques da Silva e Ana Carvalho). Número temático da Revista Midas-Museus e Estudos Interdisciplinares, sobre o Perspectivas sobre o Museu Ecléctico (2020). Online. https://journals.openedition.org/midas/1586
- "Dicionário Quem é quem na museologia portuguesa". Ferreira, Emília; Monteiro, Joana d'Oliva; Silva, Raquel Henriques da. (2019). (Coord científica e editorial). Lisboa: Instituto de História da Arte da Faculdade de Ciências Sociais e Humanas/Nova. Publicação disponível em https://institutodehistoriadaarte.files.wordpress.com/2019/03/dicionario_quemquem.pdf

## Publicações Periódicas (selecção)
- FERREIRA, Emília. (2020). “Um tempo de perguntas”. In Umbigo. Número de comemoração dos 18 anos. Nº 74, Outubro de 2020. Lisboa. Pp.: 54-57.
- FERREIRA, Emília; MONTEIRO, Joana d'Oliva “"DICCIONARIO QUIEN ES QUIEN EN MUSEOLOGÍA PORTUGUESA. Un necesario y estimulante work in progress "”. In Revista Museos.es. Revista de la Subdirección General de Museos Estatales. Ed. Ministerio de Educación Cultura y Deporte: Subdirección General de Documentación y Publicaciones. [Submetido a 29 de Janeiro de 2020 e publicado em 2021].
- FERREIRA, Emília. (2019). “O Museu: Organismo vivo e emotivo”. In Revista de Museus. #02 RM. Lisboa: Direção-Geral do Património Cultural. Pp.: 156-164.
- FERREIRA, Emília. (2018). “Museus e Colecções. História, Razões e Emoções”. In Arqa4 Trimestre 2018, p. 124-127.
- FERREIRA, E.; MONTEIRO, J. D’O. (2018). “Virgínia Victorino, polissemia de representações?”. In LOUSADA, Isabel; SAMPAIO, Jorge Pereira de (coords.). Actas Colóquio Internacional: Virginia Victorino: Na Cena do Tempo. Alcobaça: Associação de Defesa e Valorização do Património Cultural da Região de Alcobaça (ADEPA), pp.167-186.
- FERREIRA, Emília; MONTEIRO, Joana d'Oliva. (2018). "Dicionário biográfico de museólogos: contributos para a história dos museus e da museologia portuguesa, MIDAS [Online], 9 | 2018, posto online no dia 25 janeiro 2018, consultado no dia 17 maio 2018. URL: http://journals.openedition.org/midas/1427; DOI: 10.4000/midas.1427
- FERREIRA, Emília (2017). “Mily Possoz: uma modernista na Europa”, in Revista Faces de Eva. Estudos sobre a Mulher. Nº 38, Lisboa: 2017, Pp. 97-113.
- FERREIRA, Emília (2017). “Almada-Amesterdão-Almada. Conversa de Ida e Volta com a Pintora Maria Beatriz”. Revista Faces de Eva. Estudos sobre a Mulher. Nº 37. Lisboa: 2017, Pp. 153-163.
- FERREIRA, Emília, (2016). “Rogério Ribeiro e Melpómene: a tragédia como consciência e resistência”, in Nova Síntese - textos e contextos do neorrealismo, n 9, Lisboa, Edições Colibri.
- CLOVER, D. E, e FERREIRA, Emília., (2015). “Feminist and gendered perceptions in the adult education work of museums and art galleries in Canada, the United Kingdom and Portugal: Implications for justice and change”. 12th Pascal International Conference, Connecting Cities and Universities at Stategic Frontiers. Università degli Studi do Catania.
- FERREIRA, Emília. (2014). «A Casa da Cerca, um projeto de autor: 20 anos de programação para o diálogo», MIDAS [Online]| 2014, posto online no dia 08 Maio 2014, consultado no dia 26 Maio 2014. URL: http://midas.revues.org/570 ; DOI : 10.4000/midas.570
- FERREIRA, Emília. (2014). Lisbon on stage: setting up a policy of seduction. Making way for the National Fine Arts Museum, VI Congresso AISU, VisibileInvisibile: percepire la città tra descrizioni e omission, atti a cura di Salvatore Adorno, Giovanni Cristina, Arianna Rotondo, collana Collaborazioni – 2, p. 542-552, ISBN 978 88 98547 05 0, 2014 Scrimm Edizioni Catania. www.scrimmedizioni.com
- FERREIRA, Emília, (2011). “O rosto do enigma ou o gosto pelo enigma. O Imaginário transmontano na obra de João Vieira”. in Revista Monumentos, nº 32: Bragança, Dezembro de 2011, p. 112-115.
- FERREIRA, Emília, VASCONCELOS, Ana, (2010). “A exigência da paridade”. in Faces de Eva: Estudos sobre a Mulher, nº 23, ano 2010. Lisboa: Colibri, p. 99-109.

2006
- FERREIRA, Emília, (2006). “Da Deliciosa Fragilidade Feminina”. in Margens e Confluências: um olhar contemporâneo sobre as artes. Nºs 11-12, Mulheres Artistas. Argumentos de género. P. 142-157.
- FERREIRA, Emília, (2006). “Ofélia Marques: um percurso ímpar no modernismo português”. In [Faces de Eva: Estudos sobre a Mulher], nº 15, ano 2006. Lisboa: Colibri, p. 189-198.

## Colaboração em Periódicos
Semanário “O Jornal” (1989-91), “PÚBLICO” (1993-2001 e 2003-2007) e “DNA” (suplemento cultural do DIário de Notícias, 2002-2003).
Autora de Guias de Museus". 4 volumes: Museus para viajar no tempo. Museus para os Cinco Sentidos. Museus para saber mais. Museus para aventureiros, DN, (Junho, 2017).
Redactora da revista MID (1999-2007).
Publicações dispersas, nas revistas “Seara Nova”, "Faces de Eva", "Margens e Confluências", “O Escritor”, "Casa & Jardim" e "Rua Larga".